# Union sportive de Ben Guerdane
Union sportive de Ben Guerdane (USBG, arabiska الاتحاد الرياضي ببنقردان) är en tunisisk idrottsklubb från Ben Guerdane i Tunisien. Klubben är främst känd för sitt fotbollslag.

## Placering tidigare säsonger
| Säsong    | Nivå | Liga    | Placering | Referens |
| --------- | ---- | ------- | --------- | -------- |
| 2015–2016 | 1    | Ligue 1 | 11        | [ 1 ]    |
| 2016–2017 | 1    | Ligue 1 | 6         | [ 2 ]    |
| 2017–2018 | 1    | Ligue 1 | 12        | [ 3 ]    |
| 2018–2019 | 1    | Ligue 1 | 4         | [ 4 ]    |
| 2019–2020 | 1    | Ligue 1 | 7         | [ 5 ]    |
| 2020–2021 | 1    | Ligue 1 | 3         | [ 6 ]    |
| 2021–2022 | 1    | Ligue 1 | 6         | [ 7 ]    |
| 2022–2023 | 1    | Ligue 1 | 5         | [ 8 ]    |